# サロルノ・スッラ・ストラーダ・デル・ヴィーノ
サロルノ・スッラ・ストラーダ・デル・ヴィーノ（伊: Salorno sulla Strada del Vino、独: Salurn an der Weinstraße）は、イタリア共和国トレンティーノ＝アルト・アディジェ州ボルツァーノ自治県にある、人口約3,800人の基礎自治体（コムーネ）。
ドイツ語圏最南端の街であるが、現在はイタリア語話者も多い（後述）。
2019年10月11日まではサロルノ（イタリア語: Salorno ; ドイツ語: Salurn ザルルン）と呼称されていた。

## 地理

### 位置・広がり

#### 隣接コムーネ
隣接するコムーネは以下の通り。括弧内のTNはトレント自治県所属を示す。
- アルタヴァッレ (ファヴェル、グラウノ、グルーメス、ヴァルダ) (TN)
- カプリアーナ (TN)
- チェンブラ・リジニャーゴ (チェンブラ) (TN)
- コルティーナ・スッラ・ストラーダ・デル・ヴィーノ
- エーニャ
- ジョーヴォ (TN)
- マグレ・スッラ・ストラーダ・デル・ヴィーノ
- メッツォコローナ (TN)
- モンターニャ・スッラ・ストラーダ・デル・ヴィーノ
- ロヴェレー・デッラ・ルーナ (TN)

## 住民

### 言語
| 言語集団調査（2011年） | 言語集団調査（2011年） | 言語集団調査（2011年） | 言語集団調査（2011年） | 言語集団調査（2011年） |
| ---------------------- | ---------------------- | ---------------------- | ---------------------- | ---------------------- |
|                        |                        |                        |                        |                        |
| ドイツ語               | ドイツ語               |                        | 37.74%                 | 37.74%                 |
| イタリア語             | イタリア語             |                        | 61.85%                 | 61.85%                 |
| ラディン語             | ラディン語             |                        | 0.40%                  | 0.40%                  |

2011年に行われた、住民がドイツ語・イタリア語・ラディン語のいずれの「言語集団」に属するかの調査によれば（ボルツァーノ自治県#言語集団調査参照）、住民の約62%がイタリア語話者であり、約38%がドイツ語話者である。